# 札幌光星中学校・高等学校
札幌光星中学校・高等学校（さっぽろこうせいちゅうがっこう・こうとうがっこう、英: Sapporo KOSEI Junior & Senior High School）は、北海道札幌市東区に所在し、中高一貫教育を提供する私立中学校・高等学校。
カトリックのマリア会の学校法人札幌光星学園が運営するミッションスクールである。

## 概要
1933年（昭和8年）7月、カトリック札幌教区長ヴェンセスラウス・キノルド司教により光星中学校（男子中等教育）が設立され、翌年4月開校。戦後すぐに学校運営がカトリック・マリア会に移管され、新制中学・高校開校。マリア会運営の国内で4番目の学校である。1970年（昭和45年）3月に中学募集を停止、閉鎖したが1994年（平成6年）に中学募集再開、2008年春より、中・高ともに共学化。
中学から入学の者については、2011年度から「真の学び」を追究するルクスプログラムコースがスタートした。高校からの入学の者には入学試験の結果によって、ステラコース、特進コース、文理コースの3コースが設置されている。また、2021年（令和3年）度より、特進コース、文理コースが合併され、ステラコースとマリスコースの二本立てとなった。
2009年（平成21年）度から週6日制である。定期考査後には教員の採点時間確保の意味合いも含め、温習日が設けられている。
入学試験の点数で基準を満たすと特待が与えられ、A特待(入学金全額、授業料全額免除)、B特待(入学金一部、授業料全額免除)があるが、学期ごとに審査があり、降格、剥奪の可能性もある。
学校の周辺地区が「光星地区」と名付けられて整備されており学校の周辺には「光星」の名を冠した施設や店舗が多く見られる。
ヴェンセスラウス・キノルド司教は、1911年（明治44年）に天使病院を設立。司教はさらに、札幌の子どもたちのために教育活動を行うことを目標とし、まず、1924年（大正13年）に札幌藤高等女学校（のちの藤女子中学校・高等学校）を創立し、その後日本の教育の模範となるような男子中学校設立を決意して1931年（昭和6年）、中学校設立の認可を申請した。

## 沿革
- 1933年（昭和8年）7月 - 光星中学校（中等教育）設立認可。
- 1934年（昭和9年）
  - 1月 - 校舎落成。
  - 4月 - 開校。（3学級　生徒160名）
- 1942年（昭和17年）9月 - 財団法人光星中学校を財団法人札幌光星中学校と改称。
- 1944年（昭和19年）
  - 3月 - 財団法人札幌光星学園と改称。
  - 4月 - 実業学校（札幌光星工業学校）に転換する。
- 1946年（昭和21年）4月 - 運営を財団法人日本マリア会本部に移管し、工業学校から中学校に転換。
- 1947年（昭和22年）4月 - 新学制発足に伴い新制中学校となる（旧制中学存置）。
- 1948年（昭和23年）4月 - 新制高等学校併置。
- 1951年（昭和26年）3月 - 学校法人札幌光星学園に組織変更の認可を受ける。
- 1952年（昭和27年）
  - 4月 - 新制高等学校に商業科を置く。
  - 5月 - 創立者キノルド司教帰天。
- 1960年（昭和35年）3月 - 商業科募集停止。
- 1962年　（昭和37年）　10月-創立30周年記念として第一期新校舎落成
- 1964年（昭和39年）4月 - 3年次で一類（私文・就職）、二類（国公立・私理）のコース分け。
- 1970年（昭和45年）
  - 3月 - 中学校募集停止。
  - 8月 - 第1回アメリカ語学研修旅行。
- 1972年（昭和47年）3月 - 中学校3名で卒業式（中学校休止）。
- 1973年（昭和48年）4月 - 3年次で私文・私理・国公立の3コース制を実施。
- 1975年（昭和50年）4月 - 3年次で私文・私理・国文・国理の4コース制を実施。
- 1983年（昭和58年）8月 - 初代校長武宮雷吾神父帰天。
- 1988年（昭和63年）5月 - マリア会来日100周年記念感謝ミサ。
- 1992年（平成4年）4月 - 文理・特進コース制導入。
- 1994年（平成6年）
  - 3月 - 6カ年校舎落成、中学校再開。
  - 10月 - 創立60周年記念式典。
- 2000年（平成12年）3月 - 6カ年コース1期生卒業。
- 2005年（平成17年）4月 - 新校舎着工開始（順次新築）。
- 2008年（平成20年）4月 - 新校舎落成、中学校・高校を共学化。
- 2009年（平成21年）4月 - 隔週6日制（第1・第3土曜日）を廃止し、完全週6日制開始。温習日制度[注 1]追加。
- 2011年（平成23年）4月 - ステラコース開設。
- 2021年（令和3年）4月 - 文理・特進コース合併によりマリスコース新設
- 2024年  (令和6年)  11月-札幌光星学園創立90周年記念式典、記念事業の一貫として、グランドを全面人工芝化。

## 特色

### 教育目標
- 社会性を育む (COMMUNITY)
- 人間性を育む (INTEGRITY)
- 知性を育む (INTELLCT)

札幌光星学園は、1933年の創立以来、地の塩、世の光の精神を、わが身に体現することのできる人材の育成（「他者のために働く事ができる、人材の育成」）を目指して、その教育を推進している。

### 校訓
「地の塩、世の光」人の支えとなる人材育成
キリスト教の教えに基づいた他者の幸せのために力を発揮でき、人々に希望をもたらすことにより世の中をより良くしていける人材を育てる。

### 校章
本学園の運営母体がマリア会であることから、聖母マリアを示す“星”を中心に据え、世の悪に対する聖母マリアの“勝利”を示す月桂冠を周りに配したものである。元来、パリのマリア会運営の名門校スタニスラス学園の校章であったものを、マリア会に運営が移管されたのを機にこれを採用したものである。

### 制服
男子の制服は、姉妹校である暁星中学・高校、明星中学・高校 (大阪府)、海星中学・高校 (長崎県)と同じく7つボタンの詰襟になっており、フランスのサン・シール陸軍士官学校の制服をモデルにした伝統ある制服となっている。
女子の制服には「コムサ・デ・モード・スクールレーベル」を採用し、洗練された大人っぽさが光るシンプルなブレザースタイルを上品な女子生徒を象徴するデザインで仕上げたコムサ・デ・モードのトータルコーディネート。中高6ヵ年コースと高校3ヵ年コースで、それぞれリボンとスカートの柄が異なる。

## 部活動
- 運動系
  - 野球部
  - サッカー部
  - フェンシング部
  - 男子テニス部
  - 女子テニス部
  - 剣道部
  - 馬術部
  - 男子バドミントン部
  - 女子バドミントン部
  - ゴルフ部
  - 男子バスケットボール部
  - 女子バスケットボール部
  - 柔道部
  - 卓球部
  - 陸上競技部
  - 女子バレーボール部
- 文化系
  - カトリック研究部
  - 放送部
  - 新聞部
  - 美術部
  - 囲碁将棋部
  - クラシックギター部
  - 吹奏楽部
  - パソコン部
  - 文芸部
  - 科学部
  - 写真部
  - 英語研究部
  - 図書部
  - 華道・茶道部
  - 書道部
  - 鉄道研究同好会
  - 合唱同好会
  - ディベート同好会
  - ダンス同好会

## コース
- 1994年（平成6年）4月 - 中高6ヵ年コース再開[4]。

- 2011年（平成23年）4月 - ステラコース開設（東大や京大、一橋大、東京科学大学などの最難関国立大学や、医学部医学科などの難関学部への進学を目指す選抜コース）。
- 2021年（令和3年）4月 - マリスコース新設（北海道大学をはじめとした難関国公立大学や、難関私大への進学を目指す特別進学コース）。

## 主な出身者

### 政界関係者

#### 主な政治家
- 松木謙公 - 衆議院議員（7期）、立憲民主党所属、北海道第２区選出

### 地方自治体

#### 市区町村長
- 青山剛 - 室蘭市長（4期）

### 官界関係者
- 宮本邦彦 - 警視庁板橋署巡査部長[5]

### 財界関係者
- 小方功 - ラクーンホールディングス創業者・社長
- 東原俊郎 - 太陽グループ会長・元社長[6]

### 学者・文化人
- 藤村久和 - アイヌ文化研究者[7]、北海学園大学名誉教授
- 好川之範 - 歴史作家
- 佐野正幸 - ノンフィクション作家、スポーツライター
- 唐沢俊一 - サブカルチャー評論家
- 山名康郎 - 歌人、第33回日本歌人クラブ賞受賞
- 一柳忍 - マルチ国際アーティスト

### アナウンサー
- 花田和明 - NHKアナウンサー
- 河島康一 - NHKアナウンサー
- 菅野詩朗 - フリーアナウンサー[8]、元文化放送アナウンサー
- 日下怜奈 - フリーアナウンサー[9]、元北海道放送アナウンサー

#### パーソナリティ
- 牧泰昌 - STVラジオパーソナリティ

### 建築
- 中尾耕二 - 建築家

### 芸能

#### 音楽
- 合田道人 - 歌手

#### 漫画・アニメ
- 菅野博之 - 漫画家、神戸芸術工科大学教授
- 七月鏡一 - 漫画原作者

### スポーツ

#### 野球
- 青山裕治
- 齊藤誠人 - 埼玉西武ライオンズ
- 目時春雄
- 本前郁也 - 千葉ロッテマリーンズ

#### サッカー
- 中原彰吾 - ベガルタ仙台
- 赤井秀一 - FC今治

#### ゴルフ
- 山戸未夢 - 女子プロゴルファー
- 吉本ここね - 女子プロゴルファー
- 片岡尚之 - プロゴルファー
- 藤田美里 - 女子プロゴルファー、タレント

#### その他
- 八田信之 - 重量挙げ選手、1968年メキシコシティーオリンピック日本代表
- 村田省 - フェンシング競技者、1980年モスクワオリンピック日本代表（ボイコット）
- 附田雄剛 - モーグル選手、1998年長野オリンピック・2002年ソルトレークシティオリンピック・2006年トリノオリンピック日本代表
- 輪島射矢 - 元プロバスケットボール選手
- 伊藤圭三 - 競馬調教師（JRA美浦トレーニングセンター所属）
- 高柳瑞樹 - 競馬調教師（JRA美浦トレーニングセンター所属）
- 高柳大輔 - 競馬調教師（JRA栗東トレーニングセンター所属）

## 系列校
同じくマリア会が運営する学校
- 暁星中学校・高等学校[注 2]（東京都）
- 明星中学校・高等学校[注 3]（大阪府）
- 海星中学校・高等学校[注 4]（長崎県）
- 晃華学園中学校・高等学校[注 5]（東京都）

かつて系列校関係にあった学校
- 藤女子中学校・高等学校[注 6]
- 泰星中学校・高等学校[注 7]（現：上智福岡中学校・高等学校）
- セント・ジョセフ・インターナショナル・カレッジ（2000年に廃校）

姉妹校
•Saint Louis School
•木浦マリアニスト高校

高大連携協定校
•上智大学
•北海道医療大学
•Chaminade University

## アクセス
- 札幌市交通局（札幌市営地下鉄）東豊線 - 東区役所前駅1番出口より徒歩1分